# بلیت یک‌طرفه (ترانه نیل سداکا)
«بلیت یک‌طرفه» (به انگلیسی: One Way Ticket) ترانه‌ای‌ست که جک کلر و هَنک هانتر سروده‌اند و اولین‌بار در سال ۱۹۵۹ توسط نیل سداکا اجرا شد. دو دهه بعد از سِداکا گروه بریتانیایی اِراپشِن «بلیت یک‌طرفه» را بازخوانی کردند که به محبوبیت فراگیر آن انجامید.

## نسخه نیل سداکا
این قطعه ابتدا توسط نیل سداکا اجرا شد و به عنوان ترانهٔ بی‌ساید تک‌آهنگ «آه! کارول» (۱۹۵۹) منتشر شد. در سال ۱۹۶۱ «بلیت یک‌طرفه» در سومین آلبوم استودیویی سداکا با نام نیل سِداکا شیطان کوچک و دیگر ترانه‌های معروفش را می‌خواند گنجانده شد اما هرگز به عنوان یک تک‌آهنگ مستقل منتشر نشد. با این وجود «بلیت یک‌طرفه» در جدول فروش موسیقی پاپ ژاپن صدرنشین شد.
در متن ترانه به چندین آهنگ محبوب اواخر دههٔ ۵۰ میلادی اشاره می‌شود از جمله «شهر بی‌کَس»، «هتل دل‌شکستگان»، «خداحافظ عشق» و «احمقی مثل من».

## نسخهٔ اراپشن
«بلیت یک‌طرفه» در سال ۱۹۷۹ توسط گروه دیسکوی اِراپشِن بازخوانی در قالب تک‌آهنگی از دومین آلبوم استودیویی‌شان با نام یک چراغ را روشن بگذار منتشر شد. ترانه در نیمهٔ اول سال ۱۹۷۹ صدرنشین چارت‌های فروش اتریش و سوئیس شد و در دیگر کشورهای اروپایی جزو ۱۰ ترانهٔ پرفروش روز شد.

### فهرست قطعات تک‌آهنگ
- تک‌آهنگ نسخهٔ صفحهٔ ۷ اینچی (۱۹۷۹)

روی صفحه: «بلیت یک‌طرفه» - ۳:۳۵
پشت صفحه: «زیر باران رهایم کن» - ۳:۵۴
- تک‌آهنگ نسخهٔ صفحهٔ ۱۲ اینچی (۱۹۷۹)

روی صفحه: «بلیت یک‌طرفه» (نسخهٔ طولانی) - ۵:۰۵
پشت صفحه: «زیر باران رهایم کن» - ۳:۵۴
- تک‌آهنگ نسخهٔ سی‌دی (۱۹۹۴)

1. «بلیت یک‌طرفه» (نسخهٔ رادیویی) - ۳:۵۸
2. «بلیت یک‌طرفه» (کلاب میکس) - ۵:۵۸
3. «بلیت یک‌طرفه» (میکس Never Return) - ۵:۴۴
4. «اگر کم‌تر دوستت داشتم» - ۴:۰۸

### موقعیت در جدول‌های فروش موسیقی

#### جدول‌های هفتگی
| چارت (۱۹۷۹)                                | بالاترین جایگاه |
| ------------------------------------------ | --------------- |
| استرالیا (کنت میوزیک ریپورت)               | ۱۰              |
| اتریش (او۳ تاپ ۴۰ اتریش)                   | ۱               |
| بلژیک (اولتراتاپ ۵۰ فلاندرز)               | ۲               |
| هلند (۱۰۰ تک‌آهنگ برتر)                     | ۵               |
| جدول تک‌آهنگ‌های فرانسه                      | ۴               |
| جدول تک‌آهنگ‌های ایرلند                      | ۱۳              |
| نیوزیلند (ریکوردد میوزیک ان‌زد)             | ۳۲              |
| سوئد (فهرست برترین‌های سوئد)                | ۸               |
| سوئیس (شوایزر هیت‌پاراد)                    | ۱               |
| آفیشال چارتس بریتانیا                      | ۹               |
| ترانه‌های باشگاه رقص ایالات متحده (بیلبورد) | ۳۰              |
| آلمان غربی (جدول‌های رسمی آلمان)            | ۷               |

#### جدول‌های پایان سال
| چارت (۱۹۷۹)                  | جایگاه |
| ---------------------------- | ------ |
| استرالیا (کنت میوزیک ریپورت) | ۴۲     |